# 28. Szaturnusz-gála
A 28. Szaturnusz-gála a 2001-es év legjobb filmes és televíziós sci-fi, horror és fantasy alakításait értékelte. A díjátadót 2002. június 10-én tartották a kaliforniai St. Regis Hotelben és ez volt az első Szaturnusz-gála, ahol külön kategóriákkal díjazták a DVD-n megjelent produkciókat. A jelöltek névsorát 2002. március 13-án hozták nyilvánosságra.

## Győztesek és jelöltek
Forrás:

### Film
| Legjobb férfi főszereplő | Legjobb női főszereplő |
| --- | --- |
| - Tom Cruise – Vanília égbolt (David Aames) - Johnny Depp – A pokolból (Frederick Abberline) - Anthony Hopkins – Hannibal (Dr. Hannibal Lecter) - Guy Pearce – Mementó (Leonard Shelby) - Kevin Spacey – K-PAX – A belső bolygó (Prot / Robert Porter) - Billy Bob Thornton – Az ember, aki ott se volt (Ed Crane) | - Nicole Kidman – Más világ (Grace Stewart) - Kate Beckinsale – Szerelem a végzeten (Sara Thomas) - Angelina Jolie – Lara Croft: Tomb Raider (Lara Croft) - Julianne Moore – Hannibal (Clarice Starling) - Frances O’Connor – A. I. – Mesterséges értelem (Monica Swinton) - Naomi Watts – Mulholland Drive – A sötétség útja (Betty Elms / Diane Selwyn) |
| Legjobb férfi mellékszereplő | Legjobb női mellékszereplő |
| - Ian McKellen – A Gyűrűk Ura: A Gyűrű Szövetsége (Szürke Gandalf) - Robbie Coltrane – Harry Potter és a bölcsek köve (Rubeus Hagrid) - Mark Dacascos – Farkasok szövetsége (Mani) - Eddie Murphy – Shrek (Szamár) - Jeremy Piven – Szerelem a végzeten (Dean Kansky) - Tim Roth – A majmok bolygója (Thade) | - Fionnula Flanagan – Más világ (Mrs. Mills) - Monica Bellucci – Farkasok szövetsége (Sylvia) - Helena Bonham Carter – A majmok bolygója (Ari) - Cameron Diaz – Vanília égbolt (Julianna "Julie" Gianni) - Frances McDormand – Az ember, aki ott se volt (Doris Crane) - Maggie Smith – Harry Potter és a bölcsek köve (Minerva McGalagony)               |
| Legjobb rendező | Legjobb forgatókönyv |
| - Peter Jackson – A Gyűrűk Ura: A Gyűrű Szövetsége - Alejandro Amenábar – Más világ - Chris Columbus – Harry Potter és a bölcsek köve - Christophe Gans – Farkasok szövetsége - David Lynch – Mulholland Drive – A sötétség útja - Steven Spielberg – A. I. – Mesterséges értelem | - Steven Spielberg – A. I. – Mesterséges értelem - Alejandro Amenábar – Más világ - Stéphane Cabel, Christophe Gans – Farkasok szövetsége - Ted Elliott, Terry Rossio, Joe Stillman, Roger S. H. Schulman – Shrek - Peter Jackson, Fran Walsh, Philippa Boyens – A Gyűrűk Ura: A Gyűrű Szövetsége - Andrew Stanton, Dan Gerson – Szörny Rt.               |
| Legjobb jelmez | Legjobb smink |
| - Judianna Makovsky – Harry Potter és a bölcsek köve - Colleen Atwood – A majmok bolygója - Kym Barrett – A pokolból - Dominique Borg – Farkasok szövetsége - Catherine Martin, Angus Strathie – Moulin Rouge! - Richard Taylor, Ngila Dickson – A Gyűrűk Ura: A Gyűrű Szövetsége | - Greg Cannom, Wesley Wofford – Hannibal - Rick Baker, John Blake – A majmok bolygója - Michèle Burke, Camille Calvet – Vanília égbolt - Nick Dudman, Mark Coulier, John Lambert – Harry Potter és a bölcsek köve - Peter Owen, Richard Taylor – A Gyűrűk Ura: A Gyűrű Szövetsége - Aileen Seaton, Nick Dudman, Jane Walker – A múmia visszatér           |
| Legjobb filmzene | Legjobb fantasyfilm |
| - John Williams – A. I. – Mesterséges értelem - Angelo Badalamenti – Mulholland Drive – A sötétség útja - Harry Gregson-Williams, John Powell – Shrek - Joseph LoDuca – Farkasok szövetsége - Howard Shore – A Gyűrűk Ura: A Gyűrű Szövetsége - Nancy Wilson – Vanília égbolt | - A Gyűrűk Ura: A Gyűrű Szövetsége - Harry Potter és a bölcsek köve - Szörny Rt. - A múmia visszatér - Shrek - Kémkölykök |
| Legjobb horrorfilm | Legjobb sci-fi-film |
| - Más világ - Ördöggerinc - A pokolból - Hannibal - Aki bújt, aki nem - 13 kísértet | - A. I. – Mesterséges értelem - Jurassic Park III. - Lara Croft: Tomb Raider - Az egyetlen - A majmok bolygója - Vanília égbolt |
| Legjobb akciófilm, kalandfilm vagy filmthriller | Legjobb fiatal színész |
| - Mementó - A Sólyom végveszélyben - Farkasok szövetsége - Kéjutazás - Az ember, aki ott se volt - Mulholland Drive – A sötétség útja | - Haley Joel Osment – A. I. – Mesterséges értelem (David) - Freddie Boath – A múmia visszatér (Alex O'Conell) - Justin Long – Aki bújt, aki nem (Darius "Darry" Jenner) - Alakina Mann – Más világ (Anne Stewart) - Daniel Radcliffe – Harry Potter és a bölcsek köve (Harry Potter) - Emma Watson – Harry Potter és a bölcsek köve (Hermione Granger)    |
| Legjobb különleges effektek | |
| - Dennis Muren, Scott Farrar, Stan Winston,Michael Lantieri – A. I. – Mesterséges értelem - John Andrew Berton Jr., Daniel Jeannette, Neil Corbould, Thomas Rosseter – A múmia visszatér - Robert Legato, Nick Davis, Roger Guyett, John Richardson – Harry Potter és a bölcsek köve - Jim Mitchell, Danny Gordon Taylor, Donald Elliot, John Rosengrant – Jurassic Park III. - Jim Rygiel, Randall William Cook, Richard Taylor, Mark Stetson – A Gyűrűk Ura: A Gyűrű Szövetsége - Arthur Windus, Val Wardlaw, Hal Bertram, Nick Drew, Seb Caudron – Farkasok szövetsége | |

### Televízió

#### Műsorok
| Legjobb televíziós sorozat | Legjobb kábeltelevíziós sorozat |
| --- | --- |
| - Buffy, a vámpírok réme (The WB) - Angel (The WB) - Sötét angyal (Fox) - Star Trek: Enterprise (UPN) - Smallville (The WB) - X-akták (Fox)                                               | - Csillagközi szökevények (SyFy) - Androméda (Syndicated) - The Chronicle (SyFy) - A láthatatlan ember (SyFy) - Csillagkapu (Showtime) - Boszorkánykard (TNT) |
| Legjobb televíziós műsor | |
| - Az égig érő paszuly legendája (CBS) - Embertelen pók (Cinemax) - A sárkány éve (NBC) - Artúr király és a nők (TNT) - A tengeri szörny (Cinemax) - Horrortár - A jövő ősembere (Cinemax) | |

#### Színészek
| Legjobb televíziós színész | Legjobb televíziós színésznő |
| --- | --- |
| - Ben Browder – Csillagközi szökevények (SyFy) (John Crichton) - Richard Dean Anderson – Csillagkapu (Showtime) (Jack O’Neill) - Scott Bakula – Star Trek: Enterprise (UPN) (Jonathan Archer) - David Boreanaz – Angel (The WB) (Angel) - Robert Patrick – X-akták (Fox) (John Doggett) - Tom Welling – Smallville (The WB) (Clark Kent)                  | - Yancy Butler – Boszorkánykard (TNT) (Sara "Pez" Pezzini) - Jessica Alba – Sötét angyal (Fox) (Max Guevara) - Gillian Anderson – X-akták (Fox) (Dana Scully) - Claudia Black – Csillagközi szökevények (SyFy) (Aeryn Sun) - Sarah Michelle Gellar – Buffy, a vámpírok réme (The WB) (Buffy Summers) - Kristin Kreuk – Smallville (The WB) (Lana Lang)                    |
| Legjobb televíziós férfi mellékszereplő | Legjobb televíziós női mellékszereplő |
| - Michael Rosenbaum – Smallville (The WB) (Lex Luthor) - Christopher Judge – Csillagkapu (Showtime) (Teal’c) - James Marsters – Buffy, a vámpírok réme (The WB) (Spike) - Anthony Simcoe – Csillagközi szökevények (SyFy) (Ka D'Argo) - Connor Trinneer – Star Trek: Enterprise (UPN) (Trip Tucker) - Michael Weatherly – Sötét angyal (Fox) (Logan Cale) | - Jolene Blalock – Star Trek: Enterprise (UPN) (T’Pol) - Gigi Edgley – Csillagközi szökevények (SyFy) (Chiana) - Annabeth Gish – X-akták (Fox) (Monica Reyes) - Alyson Hannigan – Buffy, a vámpírok réme (The WB) (Willow Rosenberg) - Amanda Tapping – Csillagkapu (Showtime) (Samantha Carter) - Michelle Trachtenberg – Buffy, a vámpírok réme (The WB) (Dawn Summers) |

### DVD
| Legjobb DVD | Legjobb klasszikus film DVD |
| --- | --- |
| - Vérszomj - Csonttörő - Harry csak jót akar - Susi és Tekergő 2. – Csibész, a csavargó - Pánik - Patkánymese      | - Hófehérke és a hét törpe (Platinum Edition) - Harmadik típusú találkozások (The Collector's Edition) - Star Trek: Csillagösvény (The Director's Edition) - Star Wars I. rész – Baljós árnyak - Superman - Sóhajok |
| Legjobb speciális kiadású DVD                                                                                      | |
| - Shrek - Final Fantasy – A harc szelleme - A Grincs - Lara Croft: Tomb Raider - Moulin Rouge! - A majmok bolygója | |

### A jövő arca-díj
| Női | Férfi |
| --- | --- |
| - Jolene Blalock – Star Trek: Enterprise - Amy Acker – Angel - Thora Birch – Tömlöcök és sárkányok, Tétova tinédzserek - Lexa Doig – Andromeda, Jason X - Kristin Kreuk – Smallville | - James Marsters – Buffy, a vámpírok réme - Orlando Bloom – A Gyűrűk Ura: A Gyűrű Szövetsége - Hayden Christensen – Star Wars II. rész – A klónok támadása - Luke Goss – Penge 2. - Michael Rosenbaum – Smallville |

### Különdíj
- George Pal Memorial Award: Samuel Z. Arkoff(posztumusz)
- Életműdíj: Stan Lee, Drew Struzan
- The Young Filmmaker's Showcase Award: Richard Kelly – Donnie Darko
- The Special Achievement Award: Anchor Bay Entertainment
- The Dr. Donald A. Reed Award: Sherry Lansing

## Fordítás
- Ez a szócikk részben vagy egészben  a(z)   28th Saturn Awards című angol Wikipédia-szócikk fordításán alapul.  Az eredeti cikk szerkesztőit annak laptörténete sorolja fel. Ez a jelzés csupán a megfogalmazás eredetét és a szerzői jogokat jelzi, nem szolgál a cikkben szereplő információk forrásmegjelöléseként.